# Gilbert Layton
Gilbert Layton (né le 5 novembre 1899 à Montréal, mort le 29 mai 1961 à Montréal) est un homme d'affaires et un homme politique québécois.  Il a été député à l'Assemblée législative du Québec de 1936 à 1945 et ministre de 1936 à 1939.

## Biographie
Il est le fils de Philip Edward David Layton et d'Alice Marion Gilbert.  Il étudie à l'université McGill.  Il épouse Norah Lestelle England le 18 février 1921 à Montréal.
Lors de l'élection générale québécoise de 1936, il est candidat de l'Union nationale et il est élu député du district électoral de Montréal—Saint-Georges à l'Assemblée législative, l'emportant sur le député sortant Charles Ernest Gault, qui se présentait comme « conservateur indépendant ».  Le premier ministre Maurice Duplessis nomme Layton ministre sans portefeuille dans son premier gouvernement.  Il est assermenté comme ministre le 26 août 1936 et réassermenté le 7 juillet 1938, à la suite de l'épisode François Leduc.  En 1936, avec d'autres députés, il demande le droit de vote pour les femmes, ce qui est rejeté à l'Assemblée législative par 49 voix contre 23.  Au début de la campagne électorale pour l'élection générale québécoise de 1939, Layton démissionne du gouvernement, le 5 octobre 1939, en protestation contre un discours prononcé la veille par Duplessis qui défendait l'autonomie constitutionnelle du Québec et critiquait la menace de conscription envisagée par le gouvernement fédéral.  Lors de cette élection de 1939, Layton se présente comme candidat indépendant dans le district de Westmount—Saint-Georges.  Il est défait par le candidat du parti libéral, Georges Gordon Hyde.
Layton se présente à l'élection fédérale canadienne de 1945 comme candidat conservateur indépendant dans la circonscription de Mont-Royal.  Il est défait, arrivant en quatrième place, alors que le député du parti libéral, Frederick Primrose Whitman, est réélu.
Il est mort en 1961 à l'âge de 62 ans. Il est inhumé dans le cimetière Mont-Royal à Montréal.
Il est le père de Robert Layton (député fédéral de 1984 à 1993 et ministre fédéral de 1984 à 1986) et le grand-père de Jack Layton (député fédéral de 2004 à 2011).